# Mossâmedes
Mossâmedes là một đô thị thuộc bang Goiás, Brasil. Đô thị này có diện tích 684,451 km², dân số năm 2007 là 5802 người, mật độ 7,2 người/km².